# Matemática computacional

Geometria computacional

A matemática computacional é um ramo da matemática e da computação que, colaborando na solução de problemas de várias áreas, tanto das ciências exatas, quanto de outras áreas quaisquer, trabalha no desenvolvimento de modelos matemáticos, para o tratamento de problemas complexos, e desenvolvimento de métodos numéricos para obtenção de soluções.
No Brasil, colaboram com a computação científica, dentre outros, centros de estudos avançados: na Unifesp (graduação), em São José dos Campos; na UFMG (graduação), em Belo Horizonte; na Unicamp (com o curso de matemática aplicada e computacional), em Campinas; na UFS (graduação); na USP de São Carlos;  no LNCC, em Petrópolis; no LAC do Inpe, em São José dos Campos.
Possui também forte integração com a Modelagem Computacional, uma área de conhecimento que trata da aplicação de modelos matemáticos à análise, compreensão e estudo da fenomenologia de problemas complexos em áreas tão abrangentes quanto as Engenharias, Ciências exatas, Computação, e Ciências humanas.
Atua na interface com outras ciências como a física, a engenharia, a biologia, a ciência da computação, a tecnologia da informação, dentre outras.

## Software

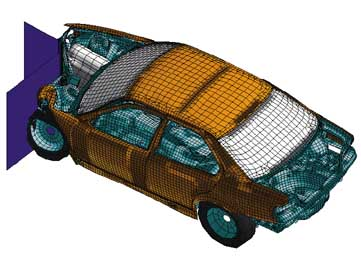
Simulação matemática por computador de colisão

Algoritmos para resolver muitos problemas padrão da matemática computacional são implementados em várias linguagens de programação. Frequentemente usadas são línguas, Julia, Fortran e C. Ademais, MATLAB, Mathematica, Maple, S-PLUS, LabVIEW e IDL são populares, possuem alternativas gratuitas, FreeMat, Scilab , GNU Octave (similar ao Matlab), IT ++ ( C ++ library), R (similar ao S-PLUS) e possuem varios metodos numericos, bem como facilidades de visualização de resultados. 
Muitos sistemas de álgebra de computador, como o Mathematica, têm a capacidade de definir a precisão aritmética necessária, o que permite resultados de maior precisão. Além disso, a maioria das planilhas pode ser usada para resolver problemas simples de matemática computacional.